# Zacarias I da Armênia
Zacarias (em armênio/arménio:  Զաքարիա; séc. IX, local desconhecido - 876, Dúbio) foi o católico da Igreja Apostólica Armênia entre 855 e 876. Durante seu reinado, um forte terremoto abalou Dúbio, durante o qual Zacarias ofereceu orações poderosas. Diz-se que suas orações protegeram a igreja de Dúbio de danos. Zacarias foi um dos principais apoiadores do Concílio de Xiracavã, do qual participou, e que foi um concílio que buscava a unidade com a Igreja Ortodoxa. Antes de convocar o concílio, ele trocou cartas cordiais com Fócio I de Constantinopla.
Ele morreu no vigésimo segundo ano de seu governo e foi enterrado no "cemitério dos santos padres" de Dúbio.